# Kirchenanwalt
Ein Kirchenanwalt (lateinisch Promotor iustitiae, eigentlich Förderer der Gerechtigkeit; auch Justizpromotor; im CCEO teilweise als Anwalt des Rechtsinteresses übersetzt) vertritt in Streit- und Strafprozessen nach katholischem Kirchenrecht von Amts wegen das öffentliche Wohl. In Eheprozessen und Weihenichtigkeitssachen wird der Vertreter des öffentlichen Wohls demgegenüber als Bandverteidiger bezeichnet. Zum Staatsanwalt der Vatikanstadt (italienisch Promotore di giustizia) siehe Gerichtsorganisation (Vatikanstadt).
Der Kirchenanwalt wird laut Rechtsbestimmung (can. 1430 CIC, can. 1094 CCEO) bei Streit- und Strafsachen einberufen. Er genießt volle Akteneinsicht und muss vor dem kirchlichen Gericht, wie beispielsweise an der Apostolischen Signatur, gehört werden. Der Kirchenanwalt tritt als Prozesspartei auf und legt den Richtern sein Votum pro rei veritate (Wahrheit der Sache) vor. In Disziplinar- und Strafverfahren ist er als klagende Partei am Prozess beteiligt. Von Bedeutung ist dieses Rechtsamt u. a. im Selig- und Heiligsprechungsprozess, in dem der Kirchenanwalt gegen die Kanonisation argumentieren muss. Ein Kirchenanwalt an der Apostolischen Signatur ist einem Untersekretär eines Dikasteriums gleichgestellt und unterstützt insbesondere den Sekretär des Gerichts in der Erledigung der ordentlichen Leitungsaufgaben der Apostolischen Signatur. Kirchenanwalt der Apostolischen Signatur ist seit 2023 der Pole Paweł Malecha; Kirchenanwalt des Dikasteriums für die Glaubenslehre seit 2014 der Amerikaner Robert Joseph Geisinger.
Bis zur Reform im Jahr 1983 führte der Kirchenanwalt in Verfahren zur Selig- und Heiligsprechung den Titel Promotor fidei („Anwalt des Glaubens“; can. 2010 CIC/1917). Der lateinische Ausdruck Advocatus Diaboli („Anwalt des Teufels“), wird umgangssprachlich für dieses Amt verwendet. Sein für die Kanonisation argumentierender Gegenspieler wurde analog als Advocatus angeli („Anwalt des Engels“) oder Advocatus Dei („Anwalt Gottes“) bezeichnet.